# John Vanderbank
John Vanderbank (1694-1739) est un artiste peintre et un illustrateur anglais, proche de Louis Chéron et qui fut célèbre à Londres sous le règne de George Ier.

## Biographie
John est né à Londres le 9 septembre 1694, fils aîné de John Vanderbank le vieux, un maître tapissier d'origine huguenote, réfugié en Hollande, puis installé dans la capitale anglaise, dans le quartier des tapissiers à Soho.
Il étudie l'art de 1711 à 1720 sous la direction de Godfrey Kneller qui dirigeait alors l'académie de peinture fondée par James Thornhill sur Great Queen Street. Par la suite, il s'associe à Louis Chéron et le duo fonde un nouvel établissement de formation à la peinture, la St Martin's Lane Academy, première mouture de cette école en ce lieu, où il a entre autres comme élève Arthur Pond.
Cette opération se termine par un échec financier. Vanderbank décide alors de partir pour la France en 1729 pour échapper à ses bailleurs de fonds. De retour à Londres, il est incarcéré pour dettes dans les bâtiments jouxtant la prison de la Fleet, appelés the liberties of the Fleet, qui permettaient à certains privilégiés de rembourser leurs créanciers en échange de travaux d'intérêts généraux. Il bénéficie ensuite du soutien de John Carteret, ce qui lui permet de continuer à peindre pour de grandes familles.
Le critique et graveur George Vertue, qui l'avait connu au sein du Rose and Crown Club, écrit dans ses fameux carnets que « seule la dissipation empécha Vanderbank de devenir le plus grand portraitiste de son temps ».
Il meurt de tuberculose sur Holies Street, Cavendish Square, le 23 décembre 1739, âgé de 45 ans, et est enterré à l'église St Marylebone.

## Œuvre
Les portraits de personnalités anglaises exécutés par Vanderbank sont réputés pour leur grande qualité de traits, mais semblent manquer de fini. Il possède également un certain talent pour les compositions d'histoire, travail qui fut salué par Vertue.
Vanderbank contribua en tant qu'illustrateur à un certain nombre d'ouvrages. On trouve son portrait d'Isaac Newton en frontispice de l'édition des Principia de 1726 ; également 66 dessins gravés par Claude Dubosc, Gerard van der Gucht, Vertue, Bernard Baron, pour l'édition londonienne du Don Quichotte de 1738 ; enfin de remarquables dessins gravés par Josephus Sympson pour l'édition de l'album Twenty-five Actions of the Manage Horse en 1729.
La plupart de ses toiles ont été interprétées en gravure par John Faber et George White, entre autres à la manière noire.
Vanderbank est par ailleurs représenté par William Hogarth parmi un groupe de peintres, œuvre[Où ?] qui fut gravée par R. Sawyer.

## Conservation
Sélection de tableaux :

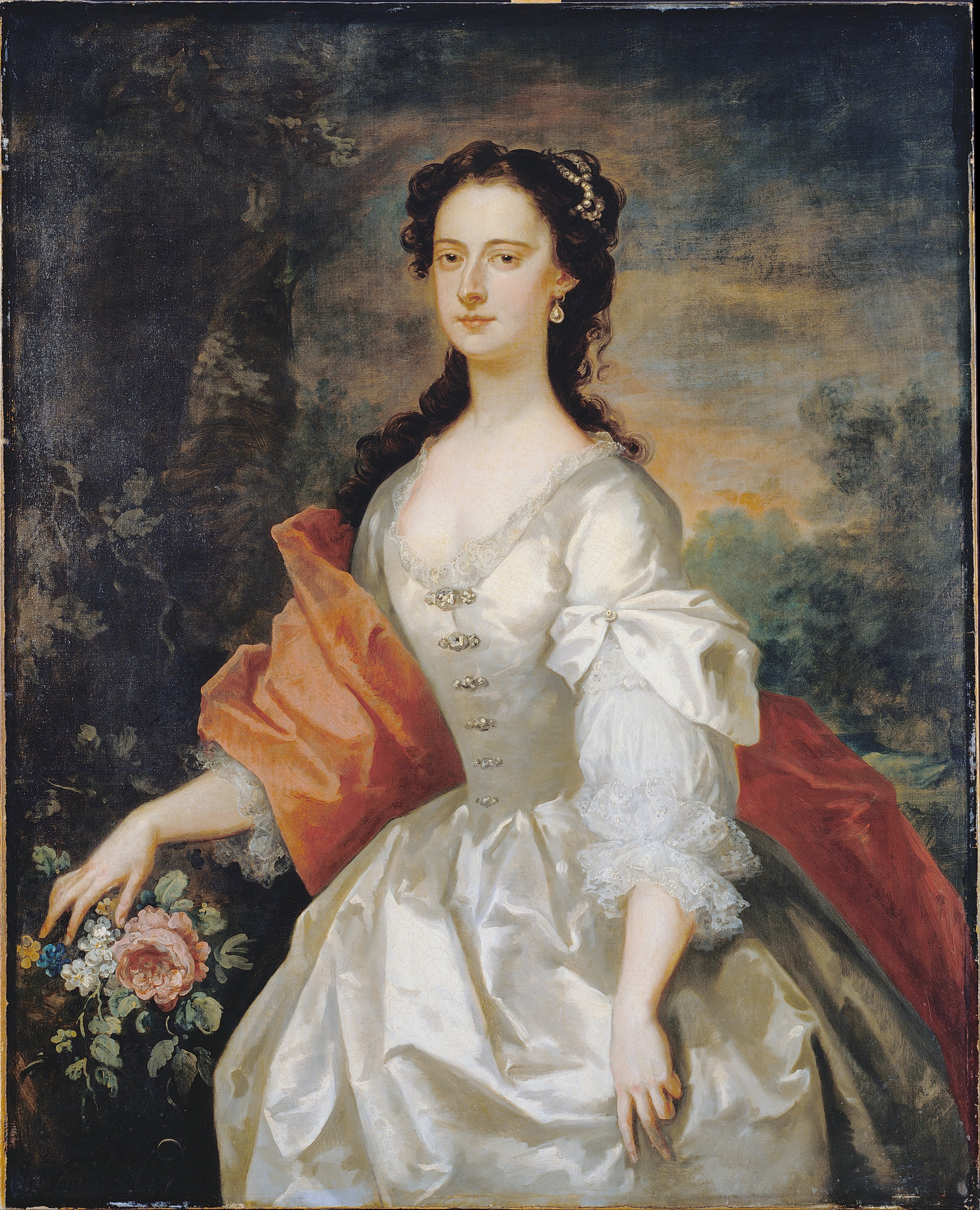
Portrait d'une femme en blanc (1736), l'un des chefs-d'œuvre de Vanderbank.

- Woman Visiting a Sorceress (1721), pastel, Londres, Courtauld Institute of Art.
- Isaac Newton (1725), huile sur toile, Trinity College (Cambridge).
- King George I (1726), huile sur toile, Barnard Castle, Bowes Museum.
- John Michael Rysbrack (1728), huile sur toile, Londres, National Portrait Gallery
- Portrait of a Woman in White (1738), huile sur toile, Dulwich Picture Gallery.
- A Youth of the Lee Family, Probably William Lee of Totteridge Park (1738), huile sur toile, Tate Gallery.
- Portrait présumé du sculpteur anglais Michael Rysbrack, huile sur toile, Gray (Haute-Saône), musée Baron-Martin.